# Ефремково
Ефремково — деревня в Алёховщинском сельском поселении Лодейнопольского района Ленинградской области.

## История
Согласно плану западной части Лодейнопольского уезда 1818 года деревня называлась Ефремовско:

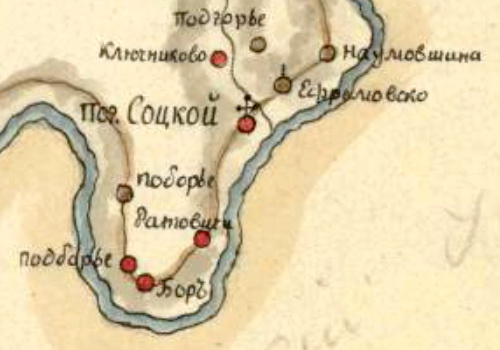
Деревня Ефремково на плане 1818 года

УСАДИЩЕ-СЫСОЕВЩИНА (ЕФРЕМКОВО) — деревня при реке Ояти, число дворов — 7, число жителей: 14 м. п., 17 ж. п.; Часовня православная . (1879 год)

Сборник Центрального статистического комитета описывал её так:

ПОГА — деревня бывшая владельческая при реке Шапше, дворов — 4, жителей — 22; Два гончарных завода. (1885 год)

Деревня относилась к Подборской (Сюрьянской) волости. 
Согласно списку населённых мест Олонецкой губернии:

ПОГА — деревня при реке Ояти и Шапше, население крестьянское: домов — 3, семей — 3, мужчин — 10, женщин — 15, всего — 25; некрестьянское: нет; лошадей — 6, коров — 17, прочего — 29 . (1905 год)

В конце XIX — начале XX века деревня административно относилась к Шапшинской волости 2-го стана Лодейнопольского уезда Олонецкой губернии.
С 1917 по 1922 год деревня входила в состав Подборского сельсовета Шапшинской волости Лодейнопольского уезда Олонецкой губернии.
С 1922 года в составе Ленинградской губернии. Деревня называлась также Нилово.
С 1927 года в составе Оятского района.
Согласно карте Ленинградской области Северо-западного аэрогеодезического треста ГГУ издания 1932 года деревня насчитывала 3 крестьянских двора.
По данным 1933 года деревня Ефремково являлась административным центром Подборского сельсовета Оятского района, в который входили 8 населённых пунктов: деревни Антоновщина, Верхнее Подборье, Ефремково, Карпина Гора, Кондрашево, Нижнее Подборье, Новое Село, Резмасово, общей численностью населения 1204 человека.
По данным 1936 года в состав Подборского сельсовета входили 8 населённых пунктов, 225 хозяйств и 4 колхоза, центром сельсовета была деревня Соцкий Погост.

Деревня Ефремково на карте РККА 1940 года

С 1955 года в составе Лодейнопольского района.
В 1958 году население деревни составляло 172 человека.
В 1961 году население деревни составляло 110 человек.
По данным 1966 и 1973 годов деревня Ефремково входила в состав Подборского сельсовета и являлась его административным центром.
По данным 1990 года деревня Ефремково являлась административным центром Подборского сельсовета, в который входили 5 населённых пунктов: деревни Бор, Ефремково, Левково, Надпорожье и Ратигора, общей численностью населения 283 человека. В самой деревне Ефремково проживали 85 человек.
В 1997 году в деревне Ефремково Алёховщинской волости проживали 68 человек, в 2002 году — 71 человек (русские — 99 %).
В 2007 году в деревне Ефремково Алёховщинского СП проживали 36 человек, в 2010 году — 26, в 2014 году — 39 человек.

## География
Деревня расположена в восточной части района на автодороге 41К-016 (Станция Оять — Плотично).
Расстояние до административного центра поселения — 25 км. Расстояние до районного центра — 71 км.
Расстояние до ближайшей железнодорожной станции Лодейное Поле — 71 км.
Деревня находится на правом берегу реки Оять при впадении в неё реки Шапша.
К деревне относится ряд территорий: Новое Село, Нижнее Подборье, Верхнее Подборье и урочище Старина.

## Демография
| 1879 | 1885 | 1905 | 1958 | 1961 | 1990 | 1997 |
| ---- | ---- | ---- | ---- | ---- | ---- | ---- |
| 31   | ↘22  | ↗25  | ↗172 | ↘110 | ↘85  | ↘68  |
| 2007 | 2010 | 2014 | 2015 | 2016 | 2017 |      |
| ↘36  | ↘26  | ↗39  | ↘37  | ↘35  | ↘34  |      |

### Национальный состав
Согласно данным Всероссийской переписи населения 2021 года в деревне проживали 48 человек, из них:
 русские — 47, белорусы — 1 человек.

## Инфраструктура
На 1 января 2014 года в деревне было зарегистрировано: хозяйств — 19, частных жилых домов — 65
На 1 января 2015 года в деревне зарегистрировано: хозяйств — 17, жителей — 37.

## Улицы
Верхнее Подборье, Карпина Гора, Наумовщина, Нижнее Подборье, Новое Село.